# Cala Galdana
Cala Galdana o Cala Santa Galdana és una platja semicircular i rodejada de pins situada al sud de Menorca, a set quilòmetres del poble de Ferreries. Hi desemboquen els torrents d'Algendar i d'Algendaret. La cala i el torrent d'Algendar pertanyen al terme municipal de Ferreries i la urbanització de Serpentona, a l'altra banda del torrent, al terme municipal de Ciutadella. A un costat s'hi troba l'espectacular barranc d'Algendar.
Aquesta platja compta des d'octubre de 2008 amb un Sistema de Gestió Ambiental certificat segons la Norma UNE ISO 14001:2004, per la gestió municipal de la platja de Cala Galdana.

## Etimologia
El topònim Galdana prové del seu antic nom en àrab, Guad-al Ana.

## Accés
S'hi pot accedir en cotxe per la carretera de Santa Galdana (PM 714).